# Andrzej Minkiewicz
Andrzej Maria Minkiewicz (ur. 29 października 1943 w Wilnie, zm. 2 marca 2014 w Elblągu) – polski dziennikarz prasowy, radiowy i telewizyjny, działacz sportowy, członek Stowarzyszenia Dziennikarzy Polskich (od 1981), współzałożyciel Komitetu Olimpijskiego Powiśla, Warmii i Żuław.

## Życie i działalność
Od 1946 mieszkał wraz z rodzicami w Elblągu, gdzie ukończył Technikum Mechaniczne. Po egzaminie maturalnym dostał się na Politechnikę Gdańską, ale ze względu na zły stan zdrowia swojego ojca zdecydował się na podjęcie pracy w elbląskich zakładach mechanicznych Zamech oraz studia wieczorowe na Wydziale Technologicznym Politechniki Warszawskiej. Następnie ukończył studia podyplomowe w zakresie metaloznawstwa na Politechnice Szczecińskiej, co umożliwiło mu pracę w Biurze Głównego Metaloznawcy Zamechu, a następnie szefa Branżowego Ośrodka Informacji Naukowo-Technicznej. Studiował także na Moskiewskim Uniwersytecie Państwowym im. M.W. Łomonosowa, gdzie został skierowany przez swoje kierownictwo na studia podyplomowe w zakresie informacji naukowo–technicznej
Jednocześnie z podjęciem studiów w Moskwie rozpoczęła się jego kariera dziennikarska. W październiku 1963 debiutował na łamach Głos Wybrzeża, współtworząc także gazetę zakładową Głos Zamechu, której został redaktorem naczelnym, a także brał również udział we współtworzeniu Radiowej Agencji Młodych w zakładowej rozgłośni. Od 1967 związany był z Dziennikiem Bałtyckim. Wieloletni korespondent ogólnopolskiej prasy sportowej w tym w warszawskiego Przeglądu Sportowego, katowickiego Sportu oraz krakowskiego Tempa.

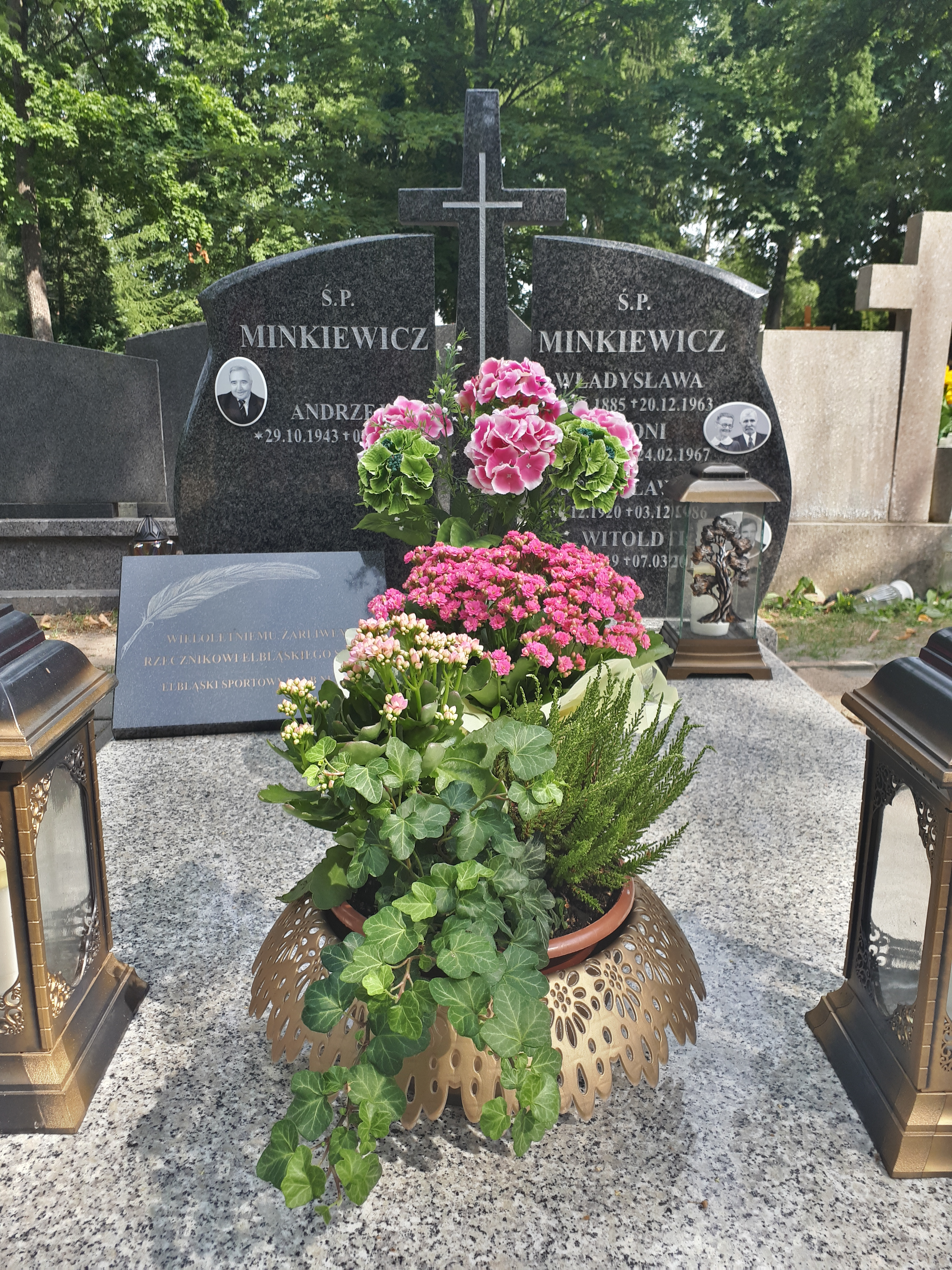
Grób Andrzeja Minkiewicza na Cmentarzu Komunalnym Agrykola w Elblągu

W trakcie kariery zawodowej związany był także z Głosem Pracy, Ilustrowanym Kurierem Polskim, Tygodniem Elbląskim,  a latach 1999–2013 współpracował z redakcją sportową Radia Olsztyn.
Andrzej Minkiewicz został pochowany na cmentarzu komunalnym Agrykola.

## Wybrane nagrody i odznaczenia
- Srebrny Krzyż Zasługi (1983)
- Złota Odznaka PZPN
- Złoty Medal PKOl
- Srebrny Medal PKOl
- "Dziennikarz sportowy roku" (czterokrotnie; nagroda przyznawana przez wojewodę elbląskiego)